# Jolimont (Bern)
Jolimont  ist ein Quartier der Stadt Bern. Es gehört zu den 2011 bernweit festgelegten 114 gebräuchlichen Quartieren und liegt im Stadtteil IV Kirchenfeld-Schosshalde, dort den statistischen Bezirken Schosshalde und Murifeld. Es grenzt an die gebräuchlichen Quartiere Murifeld, Ostring, Freudenberg und Sonnenhof.
Im Jahr 2022 lebten im Quartier 526 Personen, davon 420 Schweizer und 106 Ausländer.
Jolimont war der Name eines Landguts zwischen Kasthofer- und Jolimontstrasse. Der Herrenstock (Kasthoferstrasse 38) wurde zu Beginn des 18. Jahrhunderts erbaut.
Die Wohnbebauung besteht als Reihenhäusern und einigen Mehrfamilienhäusern. 2017 wurde festgestellt, dass viele Kinder mit Migrationshintergrund in diesem Quartier wohnen. Die Armutsquote wird als tief eingeschätzt. Der Anteil der Familienhaushalte ist mit 15 % ebenfalls tief. Auch der Anteil der Kinder von 0–12 Jahren ist eher tief mit 8,0 %. Alle Quartiere weisen eine hohe Anzahl an Einpersonenhaushalten auf. Im Quartier liegt die Volksschule Sonnenhof, die 1950 erbaut und nach 2006 erweitert wurde.